# 賴菲爾·威靈頓
賴菲爾·威靈頓·佩雷斯（Rafael Wellington Pérez，1985年4月27日─），生於西班牙科爾多瓦，西班牙足球運動員，司職左後衛，出身於西甲球會皇家馬德里，及後在西班牙低組別聯賽打滾，在2014年首次來亞洲發展加盟泰國球會PTT羅勇，直到2016年8月來港加盟香港超級聯賽球隊標準灝天並於2016年9月11日以2–4不敵香港飛馬的聯賽取得加盟後的首個入球，直到季中離隊，現時效力西班牙低組別聯賽球會艾斯柏勒諾。

## 榮譽
米爾沙米
- 摩爾多瓦盃（2011–12季度）
- 摩爾多瓦超級盃（2012）

## 外部連結
- 香港足球總會網頁球員註冊資料 （页面存档备份，存于）